# Euleucinodes
Euleucinodes és un gènere monotípic d'arnes de la família Crambidae descrit per Hahn William Capps el 1948. Conté només una espècie, Euleucinodes conifrons, descrita en la mateixa publicació, que es troba al Perú.